# Прейслер, Исабель
Мария Исабель Прейслер Аррасти́я (исп. María Isabel Preysler Arrastía; род. 18 февраля 1951, Манила) — испано-филиппинская журналистка и телеведущая.

## Биография

### Ранние годы
Мария Исабель Прейслер Аррастия родилась на Филиппинах, в Маниле. Она была третьим ребёнком из шести детей в состоятельной семье: её отец, Карлос Прейслер-и-Перес де Тагле, был исполнительным директором компании «Филиппинские авиалинии» и состоял в Совете директоров в Испанском банке Манилы, а мать — Мария Беатрис Аррастия-и-Рейнарес, была владельцем компании по недвижимости в Маниле. Мария Исабель училась в частной римско-католической школе.
Семья Перес де Тагле занималась производством копры и манильской пеньки, которая была основным сырьём в производстве канатов и других изделий до изобретения нейлона.

### Карьера
С самого детства Исабель в качестве модели участвовала в конкурсах красоты (в нескольких победила) и в благотворительных мероприятиях в отелях сети Sheraton в Маниле. В возрасте 16 лет Прейслер переехала в Мадрид и стала жить у своих тёти и дяди, обучаясь в Mary Ward College и выбрав своей специальностью бухгалтерское дело.
В 1970 году Исабель начала карьеру журналистки в испанском журнале «¡Hola!». Первое своё интервью она взяла у Хулио Иглесиаса, футболиста, который начал карьеру певца.
В 1984 году она вела испанскую телевизионную программу «Образ жизни», и с тех пор стала появляться в различных телепередачах. В мае 2001 года она была почётной гостьей принца Чарльза на открытии его Испанского сада на Chelsea Flower Show в Англии. В 2004 году Прейслер принимала в Испании Дэвида и Викторию Бекхэм и устроила приветственную вечеринку в своём доме для звёздной пары. Они с Викторией стали близкими подругами и часто вместе ходили по магазинам во время их пребывания в Мадриде.
Прейслер сотрудничает с компаниями Ferrero Rocher, Suárez, Manolo Blahnik, Chrysler, Porcelanosa, являясь их рекламным лицом в Испании. В 2006 году она работала над рекламной кампанией совместно с Джорджем Клуни.
Читатели журнала «¡Hola!» выбирали Исабель Прейслер самой элегантной и стильной женщиной Испании в 1991, 2002, 2006 и 2007 годах. В 2006 году Исабель Прейслер, наряду с Хиллари Клинтон, Шакирой и Йоко Оно была отмечена за свой благотворительный вклад наградой Women Together, присуждающейся Организацией Объединённых Наций, став первой филиппинкой в истории, удостоившейся этой награды.
В 2007 году она с дочерьми была приглашена принцем Чарльзом в качестве почётных гостей на Кларенс-хаус в его имение в Великобритании.

### Личная жизнь
В 1970 году Исабель познакомилась с Хулио Иглесиасом. Он дал ей интервью, затем пригласил её на концерт Хуана Падро, а спустя семь месяцев, 29 января 1971 года, Хулио и Исабель поженились.
Брак с «золотым голосом Испании» продлился 8 лет и подарил Исабель троих детей — Энрике Иглесиас, Хулио Иглесиас (младший), и Чабели (Шабели, Мария Исабель). В 1979 году Исабель подала на развод.
23 марта 1980 года Исабель Прейслер вышла замуж за Карлоса Фалько, маркиза де Гриньон (Griñón). В этом браке родилась дочь, Тамара Фалько. Союз продержался недолго, и в 1985 году пара развелась.
Третьим мужем Исабель Прейслер стал бывший министр финансов Испании Мигель Бойер. Прежде чем обвенчаться, обоим пришлось развестись. В этом браке Исабель родила младшую дочь Анну Бойер. Семейный союз продлился более 30 лет и прервался лишь смертью Мигеля 29 сентября 2014 года.
В 2015 году перуанский писатель, лауреат Нобелевской премии Марио Варгас Льоса ушёл от своей жены, с которой прожил более 50 лет, ради Исабель Прейслер.
Отца Исабель нет в живых, а мать живёт в Майами со своим внуком Энрике Иглесиасом.

## Комментарии
1. ↑  Согласно испанско-русской практической транскрипции.